# Tabatha Ricci
Tabatha Ricci Fabri Salto (Birigui, São Paulo, Brasil, 17 de febrero de 1990) es una artista marcial mixta brasileña que compite actualmente en la división de peso mosca de Ultimate Fighting Championship.

## Antecedentes
Nació y creció en Birigui, São Paulo, Brasil. Tiene una hermana mayor. Siguiendo los pasos de su padre, comenzó a entrenar judo a los seis años y se inició en el muay thai a los 15. Comenzó a entrenar jiu-jitsu brasileño a los 17 años y a los 18 tuvo su primer combate de MMA.
Se trasladó a Japón en 2017 para pasar un año allí compitiendo en competiciones de SEIZA, antes de trasladarse a América para centrarse en las artes marciales mixtas.

## Carrera en las artes marciales mixtas

### Carrera temprana
Justo después de cumplir los dieciocho años, hizo su debut profesional en las artes marciales mixtas. Al tener dificultades para encontrar combates tras ganar sus dos primeros combates, finalmente se trasladó a Japón en 2017 para entrenar varias disciplinas y competir en combates con reglas personalizadas. A finales de 2017 se trasladó a California para centrarse en su jiu-jitsu brasileño. En 2020 firmó un contrato de tres peleas con Legacy Fighting Alliance donde finalmente ganó todos sus combates, derrotando a Kelsey Arnesen por decisión unánime en LFA 90, a Vanessa Marie Grimes por sumisión en el primer asalto en LFA 98 y finalmente a Shawna Ormsby por TKO en el segundo asalto en LFA 105.

### Ultimate Fighting Championship
Sustituyendo a la retirada Maryna Moroz, debutó en la promoción con 4 días de antelación contra Manon Fiorot el 5 de junio de 2021 en UFC Fight Night: Rozenstruik vs. Sakai. Perdió el combate por TKO en el segundo asalto.
Se enfrentó a Maria Oliveira el 23 de octubre de 2021 en UFC Fight Night: Costa vs. Vettori. Ganó el combate por decisión unánime.
Se enfrentó a Polyana Viana el 21 de mayo de 2022 en UFC Fight Night: Holm vs. Vieira. Ganó el combate por decisión unánime.

## Récord en artes marciales mixtas
| Resultado | Récord | Oponente             | Método                    | Evento                                 | Fecha                   | Ronda | Tiempo | Localización                     | Notas                   |
| --------- | ------ | -------------------- | ------------------------- | -------------------------------------- | ----------------------- | ----- | ------ | -------------------------------- | ----------------------- |
| Victoria  | 11-2   | Angela Hill          | Decisión (unánime)        | UFC on ESPN: Cannonier vs. Borralho    | 24 de agosto de 2024    | 3     | 5:00   | Las Vegas, Nevada                |                         |
| Victoria  | 10-2   | Tecia Pennington     | Decisión (dividida)       | UFC on ESPN: Lewis vs. Nascimento      | 11 de mayo de 2024      | 3     | 5:00   | St Louis                         |                         |
| Derrota   | 9-2    | Loopy Godínez        | Decisión (dividida)       | UFC 295                                | 11 de noviembre de 2023 | 3     | 5:00   | Ciudad de Nueva York, Nueva York |                         |
| Victoria  | 9-1    | Gillian Robertson    | Decisión (unánime)        | UFC on ABC: Emmett vs. Topuria         | 24 de junio de 2023     | 3     | 5:00   | Jacksonville, Florida            |                         |
| Victoria  | 8-1    | Polyana Viana        | Sumisión (armbar)         | UFC 285                                | 4 de marzo de 2023      | 2     | 2:14   | Las Vegas, Nevada                |                         |
| Victoria  | 7-1    | Polyana Viana        | Decisión (unánime)        | UFC Fight Night: Holm vs. Vieira       | 21 de mayo de 2022      | 3     | 5:00   | Las Vegas, Nevada                |                         |
| Victoria  | 6-1    | Maria Oliveira       | Decisión (unánime)        | UFC Fight Night: Costa vs. Vettori     | 23 de octubre de 2021   | 3     | 5:00   | Las Vegas, Nevada                | Regreso al peso paja.   |
| Derrota   | 5-1    | Manon Fiorot         | TKO (puñetazos)           | UFC Fight Night: Rozenstruik vs. Sakai | 5 de junio de 2021      | 2     | 3:00   | Las Vegas, Nevada                | Debut en el peso mosca. |
| Victoria  | 5-0    | Shawna Ormsby        | TKO (puñetazos)           | LFA 105                                | 23 de abril de 2021     | 2     | 4:50   | Shawnee, Oklahoma                |                         |
| Victoria  | 4-0    | Vanessa Marie Grimes | Sumisión (barra de brazo) | LFA 98                                 | 29 de enero de 2021     | 1     | 1:07   | Park City, Kansas                |                         |
| Victoria  | 3-0    | Kelsey Arnesen       | Decisión (unánime)        | LFA 90                                 | 4 de septiembre de 2020 | 3     | 5:00   | Sioux Falls, Dakota del Sur      |                         |
| Victoria  | 2-0    | Graziele Ricotta     | Decisión (unánime)        | Brazilian Fighting Championship 4      | 4 de octubre de 2014    | 3     | 5:00   | Ribeirão Preto                   |                         |
| Victoria  | 1-0    | Danielle Cunha       | Sumisión (barra de brazo) | Fight Masters Combat 1                 | 7 de diciembre de 2013  | 1     | 2:30   | São Paulo                        | Debut en el peso paja.  |